# 沈东军
沈东军（1969年11月6日—），江苏省响水县人，是中华人民共和国的一名企业家，1997年与马峭、马峻及蔄毅泽创办通灵翠钻（现莱绅通灵）。现任莱绅通灵珠宝股份有限公司董事长兼总裁，亦担任法国乐朗酒庄总裁、钻石影业董事长、南京嘉东信息科技有限公司执行董事、海宁东军投资合伙企业（有限合伙）执行事务合伙人。此外，沈东军还投资或出演了《克拉恋人》、《翡翠恋人》、《时间都知道》、《归还世界给你》等电视剧。

## 生平
沈东军出生于江苏省响水县。初中毕业以后来到南京，在一个在旅行社从事票务工作，1990年代辞职创业，开设了一家柯达数码彩扩店。在生意失败告终后，沈东军受到其岳父马崇仁从事翡翠玉石收藏研究工作的影响，转行从事珠宝行业。当时，通灵翠钻生意惨淡，沈东军骑摩托车发传单，对外宣传。其后，他又提出了低价策略，在吸引顾客的同时，也引起了同行的不满。沈东军返回店铺后发现大铁门上被刷上“滚出珠宝一条街”的标语，但沈东军没有报警，反而给媒体打电话求助，随后被南京的电视台报道，其后通灵翠钻在南京逐步打开知名度。
1999年，马峻与沈东军各出资100万元人民币，共同设立江苏通灵翠钻有限公司。
2011年3月，沈东军收购了位于法国的乐朗酒庄，成为其董事长，其后又跨足影视业，成立钻石影业并担任董事长。
2021年1月8日，沈东军召开媒体发布会，向记者亮出微信对话及银行流水等材料，公开控诉公司两名董事马峻、蔄毅泽涉嫌职务侵占。1月20日，沈东军在认证的个人微博实名举报公司的两位董事马峻、蔄毅泽涉嫌通过虚开巨额增值税发票侵占公司大量财产。举报信称，经过内部自查发现，深圳市翠绿珠宝首饰有限公司、深圳市星光达珠宝首饰实业有限公司在2005年到2011年与通灵珠宝的交易中，涉嫌虚开巨额增值税发票，并通过企业多名人员私人账户，长期将巨额资金回流进莱绅通灵原董事长马峻及其相关人员私人账户。随后沈东军转发了举报微博并@了多家新闻机构、税务机构、检察机构。沈东军在微博上称，之所以要做此事是因为“水很深，相关人员后台很硬”。此后沈东军将举报微博删除。

## 荣誉
- 利奥波德勋章（由比利时王室授予）[9]

## 家庭
- 妻子：马峭（2019年11月20日向南京市秦淮区人民法院提起离婚诉讼，请求判令离婚并进行财产分割，2021年7月29日准予离婚）[3][10]
- 大舅：马峻，其妻子为𬜬毅泽[2][3]
- 岳父：马崇仁，从事翡翠玉石收藏研究工作[2]

## 作品

### 书籍
- 《组织智慧：21世纪企业盛衰的秘密》[9]

### 电视剧
| 首播年份 | 剧名             | 角色   | 备注       |
| -------- | ---------------- | ------ | ---------- |
| 2015年   | 《克拉恋人》     | 孙总   |            |
| 2019年   | 《归还世界给你》 | 霍泽宇 | 兼任出品人 |

## 相关作品
在根据通灵珠宝创业故事为原型创作的电视剧《克拉恋人》中，亦出现了“沈东军”的角色，该角色由王东扮演。